# Spawn – Az ivadék
A Spawn egy kéthavonta megjelenő képregénysorozat volt, ami Magyarországon az Semic Interprint kiadásában jelent meg 1997 és 1999 között.

## Története
A sorozat az Image kiadó egyik legismertebb karakterének, Spawnnak, a bérgyilkosból „pokolivadékká” lett képregényhős, a kalandjait tartalmazta. Todd McFarlane alkotása 3 éven keresztül jelent meg hazánkban, majd 1999-ben búcsúzott el a magyar olvasóktól. Habár a magyar kiadvány, az 1990-es évek végén, az eladások terén jól teljesített és folytatódhatott volna annak magyarországi közlése, ám az Image kiadóval rendkívül nehezen folytak a tárgyalások, így a széria végül megszűnt. A sorozaton olyan híres alkotók is dolgoztak, mint Alan Moore, Frank Miller vagy éppen Neil Gaiman. A magyar kiadás az amerikai Spawn 1. számától kezdődően sorrendben haladva közölte az összes számot, a 37 számig bezárólag (ez volt a magyar 18. számban megjelentetett utolsó történet), kivéve a 10-es részt. Ez utóbbi rész azért nem jelenhetett meg Magyarországon, mert e szám 2 alkotója, Dave Sim (író) és Todd McFarlane (rajzoló) között jogviták merültek fel, így nemcsak hazai, de amerikai újramegjelentetése is kizárt volt (és az is a mai napig). Todd McFarlane a 10-es számmal kapcsolatban ezen felül még azt nyilatkozta, hogy az hivatalosan nem képezi a kontinuitás részét, ezért annak újranyomása nem fontos. Lényeges megjegyezni, hogy ez a 10-es szám Eisner-jelölést kapott, a Spawn-sorozatból eddig egyedüliként, 1994-ben a legjobb szám vagy egyfüzetes-kategóriában.

## Számok
A megjelent számok 50 oldalasak voltak, és két amerikai számot foglaltak magukban. Számos kiadványban poszter is szerepelt, általában az újság közepén.

### Spawn #1
- Megjelent: 1997. február
- Borító eredetije: Spawn Vol. 1 #1 (1992. május)
- Borítót rajzolta: Todd McFarlane és Ken Steacy
- Eredeti ár: 228 Ft
- Dokumentáció: „Az Ivadékok” 1 oldalas dokumentáció (eredetileg írta: Todd McFarlane 1992 májusában).
- Főbb szereplők:
- Megjegyzés: A lap közepén a Spawn Vol. 1 #2 számának eredeti amerikai borítója látható 1 oldalnyi terjedelemben. A füzet végén 2 db 1 oldalas poszter is található.

| eredeti kiadvány | eredeti megjelenés | írta           | rajzolta       | fordította  | történet eredeti címe | történet magyar címe |
| ---------------- | ------------------ | -------------- | -------------- | ----------- | --------------------- | -------------------- |
| Spawn Vol. 1 #1  | 1992. május        | Todd McFarlane | Todd McFarlane | Bata István | Questions (Part One)  | Kérdések 1. rész     |
| Spawn Vol. 1 #2  | 1992. június       | Todd McFarlane | Todd McFarlane | Bata István | Questions (Part Two)  | Kérdések 2. rész     |

### Spawn #2
- Megjelent: 1997. április
- Borító eredetije: Spawn Vol. 1 #3 (1992. augusztus)
- Borítót rajzolta: Todd McFarlane
- Eredeti ár: 228 Ft
- Főbb szereplők:
- Megjegyzés: A lap közepén a Spawn Vol. 1 #4 számának eredeti amerikai borítója látható 1 oldalnyi terjedelemben.

| eredeti kiadvány | eredeti megjelenés | írta           | rajzolta       | fordította    | történet eredeti címe  | történet magyar címe |
| ---------------- | ------------------ | -------------- | -------------- | ------------- | ---------------------- | -------------------- |
| Spawn Vol. 1 #3  | 1992. augusztus    | Todd McFarlane | Todd McFarlane | Bárány Ferenc | Questions (Part Three) | Kérdések 3. rész     |
| Spawn Vol. 1 #4  | 1992. szeptember   | Todd McFarlane | Todd McFarlane | Bárány Ferenc | Questions (Part Four)  | Kérdések 4. rész     |

### Spawn #3
- Megjelent: 1997. június
- Borító eredetije: Spawn Vol. 1 #5 (1992. október)
- Borítót rajzolta: Todd McFarlane és Kiko Taganashi
- Eredeti ár: 228 Ft
- Dokumentáció: „McFarlane, az ember, aki mindig felülmúlja önmagát” 2 oldalas dokumentáció.
- Főbb szereplők:
- Megjegyzés: A füzet végén 2 db 1-1 oldalas poszter található.

| eredeti kiadvány | eredeti megjelenés | írta           | rajzolta       | fordította    | történet eredeti címe | történet magyar címe |
| ---------------- | ------------------ | -------------- | -------------- | ------------- | --------------------- | -------------------- |
| Spawn Vol. 1 #5  | 1992. október      | Todd McFarlane | Todd McFarlane | Bárány Ferenc | Justice               | Igazságszolgáltatás  |
| Spawn Vol. 1 #6  | 1992. november     | Todd McFarlane | Todd McFarlane | Bárány Ferenc | Payback (Part One)    | Bosszú               |

### Spawn #4
- Megjelent: 1997. augusztus
- Borító eredetije: Spawn Vol. 1 #7 (1993. január)
- Borítót rajzolta: Todd McFarlane
- Eredeti ár: 228 Ft
- Főbb szereplők:
- Megjegyzés: A lap közepén a Spawn Vol. 1 #8 számának eredeti amerikai borítója látható 1 oldalnyi terjedelemben.

| eredeti kiadvány | eredeti megjelenés | írta           | rajzolta       | fordította    | történet eredeti címe | történet magyar címe |
| ---------------- | ------------------ | -------------- | -------------- | ------------- | --------------------- | -------------------- |
| Spawn Vol. 1 #7  | 1993. január       | Todd McFarlane | Todd McFarlane | Bárány Ferenc | Payback (Part Two)    | Bosszú 2. rész       |
| Spawn Vol. 1 #8  | 1993. február      | Alan Moore     | Todd McFarlane | Bárány Ferenc | In Heaven             | A túlvilágon         |

### Spawn #5
- Megjelent: 1997. október
- Borító eredetije: Spawn Vol. 1 #9 (1993. március)
- Borítót rajzolta: Todd McFarlane
- Eredeti ár: 228 Ft
- Főbb szereplők:
- Megjegyzés: A lap közepén 1 oldalas Spawn-poszter található.

| eredeti kiadvány | eredeti megjelenés | írta         | rajzolta       | fordította    | történet eredeti címe | történet magyar címe |
| ---------------- | ------------------ | ------------ | -------------- | ------------- | --------------------- | -------------------- |
| Spawn Vol. 1 #9  | 1993. március      | Neil Gaiman  | Todd McFarlane | Bárány Ferenc | Angela                | Angela               |
| Spawn Vol. 1 #11 | 1993. június       | Frank Miller | Todd McFarlane | Bárány Ferenc | Home Story            | Az otthon            |

### Spawn #6
- Megjelent: 1997. december
- Borító eredetije: Spawn Vol. 1 #13 (1993. augusztus)
- Borítót rajzolta: Todd McFarlane
- Eredeti ár: 228 Ft
- Főbb szereplők:
- Megjegyzés: A lap közepén a Spawn Vol. 1 #12 számának eredeti amerikai borítója látható 1 oldalnyi terjedelemben. További 1 oldalon egy Spawn-poszter, további 2 oldalon pedig egy kétoldalnyi terjedelmű Walter Simonson rajz díszeleg.

| eredeti kiadvány | eredeti megjelenés | írta           | rajzolta       | fordította    | történet eredeti címe | történet magyar címe    |
| ---------------- | ------------------ | -------------- | -------------- | ------------- | --------------------- | ----------------------- |
| Spawn Vol. 1 #12 | 1993. július       | Todd McFarlane | Todd McFarlane | Bárány Ferenc | Flashback (Part One)  | Visszapillantás 1. rész |
| Spawn Vol. 1 #13 | 1993. augusztus    | Todd McFarlane | Todd McFarlane | Galamb Zoltán | Flashback (Part Two)  | Visszapillantás 2. rész |

### Spawn #7
- Megjelent: 1998. február
- Borító eredetije: Spawn Vol. 1 #14 (1993. szeptember)
- Borítót rajzolta: Todd McFarlane
- Eredeti ár: 268 Ft
- Főbb szereplők:
- Megjegyzés: A lap közepén a Spawn Vol. 1 #15 számának eredeti amerikai borítója látható 1 oldalnyi terjedelemben. További 1 oldalon pedig ugyanott egy Spawn-poszter díszeleg. A kiadvány az 1998-as esztendőben, e számtól kezdődően, másfajta papíron jelenik meg.

| eredeti kiadvány | eredeti megjelenés | írta           | rajzolta       | fordította    | történet eredeti címe | történet magyar címe |
| ---------------- | ------------------ | -------------- | -------------- | ------------- | --------------------- | -------------------- |
| Spawn Vol. 1 #14 | 1993. szeptember   | Todd McFarlane | Todd McFarlane | Galamb Zoltán | Myths (Part One)      | Mítoszok 1. rész     |
| Spawn Vol. 1 #15 | 1993. november     | Todd McFarlane | Todd McFarlane | Galamb Zoltán | Myths (Part Two)      | Mítoszok 2. rész     |

### Spawn #8
- Megjelent: 1998. április
- Borító eredetije: Spawn Vol. 1 #17 (1994. január)
- Borítót rajzolta: Greg Capullo
- Eredeti ár: 268 Ft
- Főbb szereplők:
- Megjegyzés: Az újság közepén 3 db egyenként 1 oldalas poszter, valamint a Spawn Vol. 1 #16 számának eredeti, amerikai borítója található (szintén 1 oldalas terjedelemben).

| eredeti kiadvány | eredeti megjelenés | írta           | rajzolta     | fordította    | történet eredeti címe  | történet magyar címe |
| ---------------- | ------------------ | -------------- | ------------ | ------------- | ---------------------- | -------------------- |
| Spawn Vol. 1 #16 | 1993. december     | Grant Morrison | Greg Capullo | Galamb Zoltán | Reflections (Part One) | Emlékek 1. rész      |
| Spawn Vol. 1 #17 | 1994. január       | Grant Morrison | Greg Capullo | Galamb Zoltán | Reflections (Part Two) | Emlékek 2. rész      |

### Spawn #9
- Megjelent: 1998. június
- Borító eredetije: Spawn Vol. 1 #18 (1994. február)
- Borítót rajzolta: Greg Capullo
- Eredeti ár: 288 Ft
- Főbb szereplők:
- Megjegyzés: Az újság közepén 2 db egyenként 1 oldalas poszter, valamint egy kétoldalas poszter található a Spawn Vol. 1 #19 számának eredeti, amerikai borítója mellett (szintén 1 oldalas terjedelemben).

| eredeti kiadvány | eredeti megjelenés | írta                                | rajzolta     | fordította    | történet eredeti címe    | történet magyar címe |
| ---------------- | ------------------ | ----------------------------------- | ------------ | ------------- | ------------------------ | -------------------- |
| Spawn Vol. 1 #18 | 1994. február      | Grant Morrison                      | Greg Capullo | Galamb Zoltán | Reflections (Part Three) | Emlékek 3. rész      |
| Spawn Vol. 1 #19 | 1994. október      | Andrew Grossberg és Tom Orzechowski | Greg Capullo | Bárány Ferenc | Showtime (Part One)      | Mutatvány 1. rész    |

### Spawn #10
- Megjelent: 1998. augusztus
- Borító eredetije: Spawn Vol. 1 #21 (1994. május)
- Borítót rajzolta: Todd McFarlane
- Eredeti ár: 288 Ft
- Főbb szereplők:
- Megjegyzés: Az amerikai Spawn Vol. 1 #21 száma korábban jelent meg, mint a Spawn Vol. 1 #19 és #20 részei. Az újság közepén 3 db egyenként 1 oldalas poszter található, valamint a Spawn Vol. 1 #20 számának eredeti, amerikai borítója (szintén 1 oldalnyi terjedelemben). A lap hátsó belső borítóján szintén egy Spawn-poszter szerepel.

| eredeti kiadvány | eredeti megjelenés | írta                                | rajzolta       | fordította    | történet eredeti címe | történet magyar címe |
| ---------------- | ------------------ | ----------------------------------- | -------------- | ------------- | --------------------- | -------------------- |
| Spawn Vol. 1 #20 | 1994. november     | Andrew Grossberg és Tom Orzechowski | Greg Capullo   | Bárány Ferenc | Showtime (Part Two)   | Mutatvány 2. rész    |
| Spawn Vol. 1 #21 | 1994. május        | Todd McFarlane                      | Todd McFarlane | Bárány Ferenc | The Hunt (Part One)   | Vadászat 1. rész     |

### Spawn #11
- Megjelent: 1998. október
- Borító eredetije: Spawn Vol. 1 #22 (1994. június)
- Borítót rajzolta: Todd McFarlane
- Eredeti ár: 288 Ft
- Főbb szereplők:
- Megjegyzés: Az újság közepén 3 db egyenként 1 oldalas poszter található, valamint a Spawn Vol. 1 #23 számának eredeti, amerikai borítója (szintén 1 oldalnyi terjedelemben). A lap hátsó belső borítóján a Spawn Vol. 1 #6 számának eredeti, amerikai borítója díszeleg.

| eredeti kiadvány | eredeti megjelenés | írta           | rajzolta       | fordította    | történet eredeti címe | történet magyar címe |
| ---------------- | ------------------ | -------------- | -------------- | ------------- | --------------------- | -------------------- |
| Spawn Vol. 1 #22 | 1994. június       | Todd McFarlane | Todd McFarlane | Bárány Ferenc | The Hunt (Part Two)   | Vadászat 2. rész     |
| Spawn Vol. 1 #23 | 1994. augusztus    | Todd McFarlane | Todd McFarlane | Galamb Zoltán | The Hunt (Part Three) | Vadászat 3. rész     |

### Spawn #12
- Megjelent: 1998. december
- Borító eredetije: Spawn Vol. 1 #23 (1994. augusztus)
- Borítót rajzolta: Todd McFarlane és Quinn Supplee
- Eredeti ár: 288 Ft
- Főbb szereplők:
- Megjegyzés: Az újság közepén 2 db egyenként 1 oldalas, valamint 1 db kétoldalas poszter található.

| eredeti kiadvány | eredeti megjelenés | írta           | rajzolta       | fordította    | történet eredeti címe | történet magyar címe |
| ---------------- | ------------------ | -------------- | -------------- | ------------- | --------------------- | -------------------- |
| Spawn Vol. 1 #24 | 1994. szeptember   | Todd McFarlane | Todd McFarlane | Galamb Zoltán | The Hunt (Part Four)  | Vadászat 4. rész     |
| Spawn Vol. 1 #25 | 1994. október      | Todd McFarlane | Marc Silvestri | Galamb Zoltán | Tremors               | Rengések             |

### Spawn #13
- Megjelent: 1999. február
- Borító eredetije: Spawn Vol. 1 #25 (1994. október)
- Borítót rajzolta: Marc Silvestri és Brian Haberlin
- Eredeti ár: 328 Ft
- Dokumentáció:
- Főbb szereplők:
- Megjegyzés: 1999-től kezdődően újra más, rosszabb, lapminőségben jelent meg az újság. A lap közepén 1 db kétoldalas poszter található a Spawn Vol. 1 #26 és #27 számainak eredeti, amerikai borítói mellett (ez utóbbiak -1-1 oldalnyi terjedelműek).

| eredeti kiadvány | eredeti megjelenés | írta           | rajzolta                       | fordította    | történet eredeti címe | történet magyar címe |
| ---------------- | ------------------ | -------------- | ------------------------------ | ------------- | --------------------- | -------------------- |
| Spawn Vol. 1 #26 | 1994. december     | Todd McFarlane | Todd McFarlane és Greg Capullo | Galamb Zoltán | The Dark              | A sötétség           |
| Spawn Vol. 1 #27 | 1995. január       | Todd McFarlane | Todd McFarlane                 | Galamb Zoltán | Cursed                | Az átok              |

### Spawn #14
- Megjelent: 1999. április
- Borító eredetije: Spawn Vol. 1 #29 (1995. március)
- Borítót rajzolta: Todd McFarlane és Greg Capullo
- Eredeti ár: 328 Ft
- Főbb szereplők:
- Megjegyzés: A lap közepén 1 db kétoldalas, valamint 2 db 1 oldalas poszter található.

| eredeti kiadvány | eredeti megjelenés | írta           | rajzolta                                     | fordította    | történet eredeti címe | történet magyar címe |
| ---------------- | ------------------ | -------------- | -------------------------------------------- | ------------- | --------------------- | -------------------- |
| Spawn Vol. 1 #28 | 1995. február      | Todd McFarlane | Todd McFarlane és Greg Capullo               | Galamb Zoltán | Protector             | A védelmező          |
| Spawn Vol. 1 #29 | 1995. március      | Todd McFarlane | Todd McFarlane, Greg Capullo és Kevin Conrad | Galamb Zoltán | Father                | Az apa               |

### Spawn #15
- Megjelent: 1999. június
- Borító eredetije: Spawn Vol. 1 #31 (1995. május)
- Borítót rajzolta: Todd McFarlane és Greg Capullo
- Eredeti ár: 328 Ft
- Főbb szereplők:
- Megjegyzés: A lap közepén 3 db 1 oldalas poszter található a Spawn Vol. 1 #30 számának eredeti amerikai borítója mellett (szintén 1 oldalnyi terjedelemben).

| eredeti kiadvány | eredeti megjelenés | írta                              | rajzolta                       | fordította    | történet eredeti címe | történet magyar címe |
| ---------------- | ------------------ | --------------------------------- | ------------------------------ | ------------- | --------------------- | -------------------- |
| Spawn Vol. 1 #30 | 1995. április      | Todd McFarlane és Tom Orzechowski | Todd McFarlane és Greg Capullo | Galamb Zoltán | The Clan              | A klán               |
| Spawn Vol. 1 #31 | 1995. május        | Todd McFarlane                    | Todd McFarlane és Greg Capullo | Galamb Zoltán | The Homecoming        | A hazatérés          |

### Spawn #16
- Megjelent: 1999. augusztus
- Borító eredetije: Spawn Vol. 1 #32 (1995. június)
- Borítót rajzolta: Todd McFarlane és Greg Capullo
- Eredeti ár: 368 Ft
- Főbb szereplők:
- Megjegyzés: A lap közepén 1 db kétoldalas poszter található a Spawn Vol. 1 #33 számának eredeti amerikai borítója mellett (szintén 1 oldalnyi terjedelemben).

| eredeti kiadvány | eredeti megjelenés | írta           | rajzolta                       | fordította    | történet eredeti címe | történet magyar címe |
| ---------------- | ------------------ | -------------- | ------------------------------ | ------------- | --------------------- | -------------------- |
| Spawn Vol. 1 #32 | 1995. június       | Todd McFarlane | Todd McFarlane és Greg Capullo | Galamb Zoltán | Appearances           | A látomások          |
| Spawn Vol. 1 #33 | 1995. július       | Todd McFarlane | Todd McFarlane és Greg Capullo | Galamb Zoltán | Shadows (Part One)    | Az árnyak            |

### Spawn #17
- Megjelent: 1999. október
- Borító eredetije: Spawn Vol. 1 #34 (1995. augusztus)
- Borítót rajzolta: Todd McFarlane és Greg Capullo
- Eredeti ár: 368 Ft
- Főbb szereplők:
- Megjegyzés: Az újság közepén 3 db egyenként 1 oldalas poszter, valamint a Spawn Vol. 1 #35 számának eredeti borítója található.

| eredeti kiadvány | eredeti megjelenés | írta           | rajzolta     | fordította    | történet eredeti címe       | történet magyar címe |
| ---------------- | ------------------ | -------------- | ------------ | ------------- | --------------------------- | -------------------- |
| Spawn Vol. 1 #34 | 1995. augusztus    | Todd McFarlane | Greg Capullo | Galamb Zoltán | Shadows (Part Two): Ripples | Az árnyak II. rész   |
| Spawn Vol. 1 #35 | 1995. szeptember   | Todd McFarlane | Greg Capullo | Galamb Zoltán | Set Up (Part One)           | A csapda             |

### Spawn #18
- Megjelent: 1999. december
- Borító eredetije: Spawn Vol. 1 #37 (1995. november)
- Borítót rajzolta: Todd McFarlane és Greg Capullo
- Eredeti ár: 368 Ft
- Dokumentáció:
- Főbb szereplők:
- Megjegyzés: Az újság közepén 3 db egyenként 1 oldalas poszter, valamint a Spawn Vol. 1 #36 számának eredeti borítója található. Ez volt Magyarországon a Semic kiadó gondozásában kiadott utolsó Spawn képregény.

| eredeti kiadvány | eredeti megjelenés | írta                         | rajzolta     | fordította    | történet eredeti címe | történet magyar címe |
| ---------------- | ------------------ | ---------------------------- | ------------ | ------------- | --------------------- | -------------------- |
| Spawn Vol. 1 #36 | 1995. október      | Todd McFarlane               | Greg Capullo | Galamb Zoltán | Set Up (Part Two)     | A csapda II. rész    |
| Spawn Vol. 1 #37 | 1995. november     | Todd McFarlane és Alan Moore | Greg Capullo | Galamb Zoltán | The Freak             | A szörny             |

Kedves olvasóink!

Sajnálattal tudatjuk mindenkivel, hogy – bár az amerikai történet még korántsem ért véget – a 18. lapszámmal mi befejezzük a Spawn c. képregény magyar változatának közlését. 

Hálásak vagyunk olvasóinknak, hogy az elmúlt három évben velünk tartottak, s reméljük, megőrzik emlékezetükben e furcsa „alvilági” lény kalandjait és szenvedéseit.

## Külső hivatkozások
- A SEMIC Interprint utódjának az ADOC-SEMIC honlapja
- A sorozat adatlapja a db.kepregeny.neten